# Lisa (televíziós sorozat)
A Lisa egy svéd-magyar–német televíziós rajzfilmsorozat. Magyarországon az RTL Klub sugározta a Kölyökklub műsorblokkban. Hamarosan a Spektrum Home is sugározza majd.

## Ismertető
A történet főhőse: Lisa, aki egy kislány. Narrátor segítségével mondja el a meséit. Szüleivel lakik, egy pár emeletes házban. Néha meglátogatja a papája munkahelyét, és sétálnak a városban. Szeret a szüleivel és a szomszédokkal játszani. Több gyerekkel az udvaron játszanak. Tanulságos és nevetségeset dolgokat mutat be a nézők számára, amelyek szórakoztatóak.

## Szereplők
- Lisa – A pár szál, rugó formájú, fekete hajú, nagy szempillájú, csúnyácska kislány.
- Lisa mamája – A házimunkát végzi, Lisával sokszor bevásárol.
- Lisa papája – A város másik végében dolgozik, egyszer a Kanári-szigeteken is nyaralt, ahol nagyon leégett.
- Wilson néni – Lisáék szomszédja, szeret Lisával játszani.
- Wilson bácsi – Szemüveges, félig-meddig kopasz, vékony alkatú bácsi, Lisáékkal szomszédos lakásban lakik.
- Holger – Nagyfülű fiú, Lisa egyik barátja, jól hallja a kagylók zúgását.
- Kövér néni – Lisáék egyik lakótársa, és csak oldalra fordulva tud beszállni a liftbe.